# Деонтей Уайлдер — Луис Ортис (2019)
Деонтей Уайлдер — Луис Ортис II (англ. Deontay Wilder vs. Luis Ortiz II) — профессиональный боксёрский двенадцатираундовый поединок в тяжёлом весе за титул чемпиона мира по версии World Boxing Council, обладателем которого являлся Деонтей Уайлдер. Бой состоялся 23 ноября 2019 года на базе гостинично-развлекательного комплекса «MGM Grand» в Лас-Вегасе (штат Невада, США).
На протяжении первых шести раундов поединка преимущество, было на стороне Луиса Ортиса, который по мнению судей выиграл от 4 до 5 раундов. Однако, в конце 7-го раунда Уайлдер сумел попасть прямым ударом с правой руки и Ортис оказался в нокауте

## Андеркарт
В таблице перечислены результаты всех поединков боксёров.
В каждой строке указан результат поединка. Дополнительно номер поединка обозначен цветом, который обозначает итог поединка. Расшифровка обозначений и цветов представлена в нижеследующей таблице.
| Пример | Расшифровка                     |
| ------ | ------------------------------- |
|        | Победа                          |
|        | Ничья                           |
|        | Поражение                       |
|        | Планируемый поединок            |
|        | Поединок признан несостоявшимся |
| КО     | Нокаут                          |
| ТКО    | Технический нокаут              |
| PTS    | Решение судей (по очкам)        |
| UD     | Единогласное решение судей      |
| MD     | Решение большинства судей       |
| SD     | Раздельное решение судей        |
| RTD    | Отказ от продолжения боя        |
| DQ     | Дисквалификация                 |
| NC     | Поединок признан несостоявшимся |

| Боксёр                     | Итог боя  | Боксёр                       | Примечания                                                                     |
| -------------------------- | --------- | ---------------------------- | ------------------------------------------------------------------------------ |
| Деонтей Уайлдер (41-0-1)   | KO7 (12)  | Луис Ортис (31-1)            | Поединок за титул чемпиона мира по версии WBC в тяжёлом весе.                  |
| Брэндон Фигероа (20-0)     | SD12 (12) | Хулио Сеха (32-4)            | Поединок за титул чемпиона мира по версии WBA во втором легчайшем весе.        |
| Лео Санта Крус (36-1-1)    | UD12 (12) | Мигель Флорес (24-2)         | Поединок за титул супер-чемпиона мира по версии WBA во втором полулёгком весе. |
| Эдуардо Рамирес (22-2-3)   | TKO4 (10) | Ледуан Барзелеми (15-0-1)    | Рейтинговый поединок во втором полулёгком весе.                                |
| Джон Гемино (20-12-1)      | KO5 (8)   | Арнольд Алехандро (11-0)     | Рейтинговый поединок во втором полулёгком весе.                                |
| Хосе Мануэль Гомес (11-0)  | RTD3 (8)  | Даниэль Плейрес (8-2-1)      | Рейтинговый поединок во втором полулёгком весе.                                |
| Виктор Славинский (10-0-1) | UD6 (6)   | Ригоберто Эрмосильо (11-1-1) | Рейтинговый поединок во втором полулёгком весе.                                |
|                            | UD6 (6)   |                              | Рейтинговый поединок в полулёгком весе.                                        |
|                            | KO6 (6)   |                              | Рейтинговый поединок в полусреднем весе.                                       |
| Дастин Лонг (2-1-2)        | KO4 (6)   | Марселлус Уайлдер (5-1)      | Рейтинговый поединок в первом тяжёлом весе.                                    |
|                            | TKO2 (4)  |                              | Рейтинговый поединок в полусреднем весе.                                       |
|                            | UD4 (4)   |                              | Рейтинговый поединок во втором легчайшем весе.                                 |